# 殉难广场

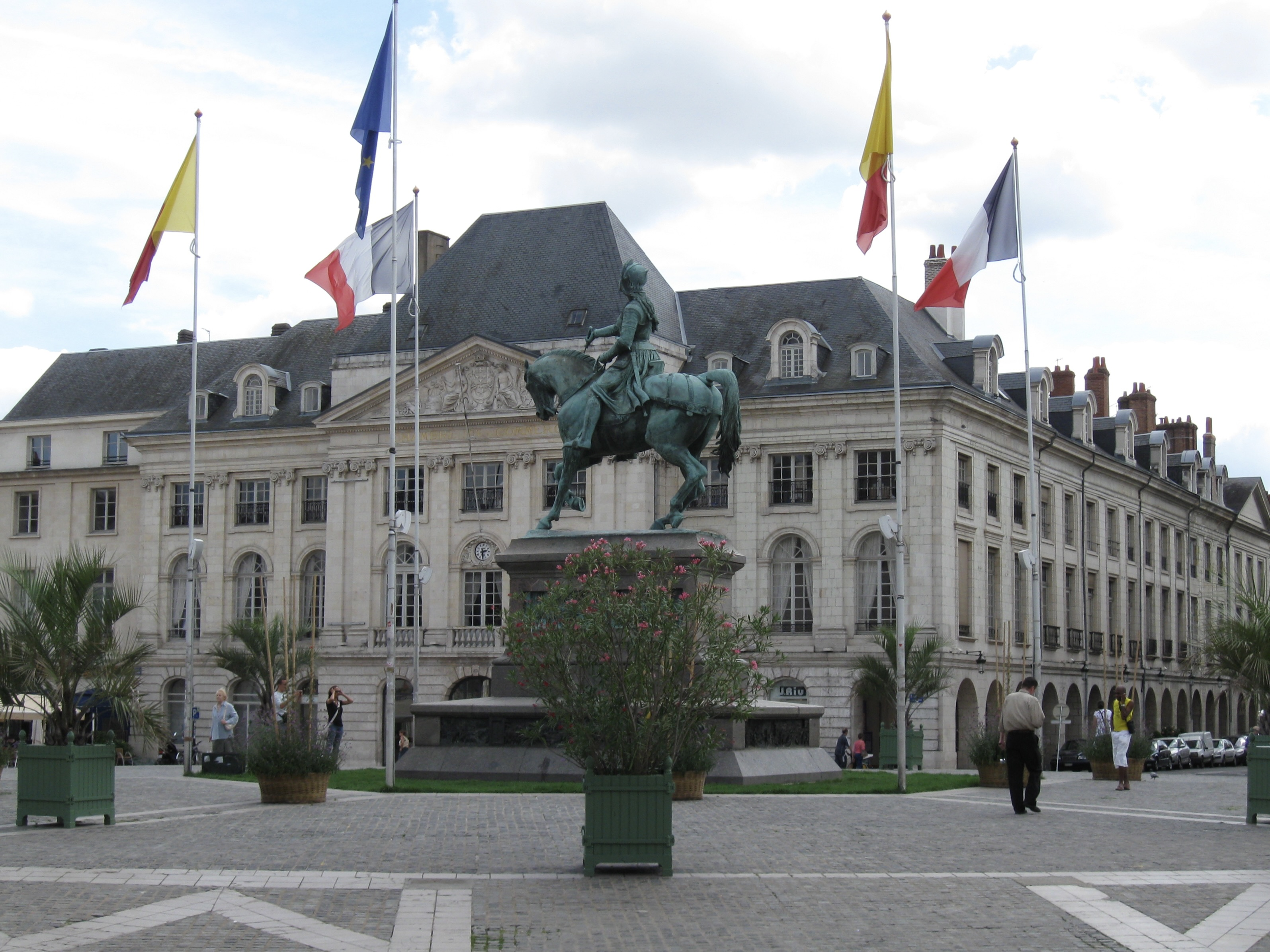
殉难广场

殉难广场（Place du Martroi）是法国卢瓦雷省的几处广场，分布在奥尔良、博让西、雅尔若等地。
殉难广场是奥尔良的主要广场，这里矗立着圣女贞德的骑马雕像。19世纪末开通电车。在第二次世界大战期间，1940年6月，建筑物部分被轰炸摧毁，战争结束后进行重建。1980年代以后，此广场成为半行人区，在建设地下停车场的过程中进行考古发掘。